# GNB1L
GNB1L (англ. G protein subunit beta 1 like) – білок, який кодується однойменним геном, розташованим у людей на короткому плечі 22-ї хромосоми. Довжина поліпептидного ланцюга білка становить 327 амінокислот, а молекулярна маса — 35 618.
| 10         |  | 20         |  | 30         |  | 40         |  | 50         |
| ---------- |  | ---------- |  | ---------- |  | ---------- |  | ---------- |
| MTAPCPPPPP |  | DPQFVLRGTQ |  | SPVHALHFCE |  | GAQAQGRPLL |  | FSGSQSGLVH |
| IWSLQTRRAV |  | TTLDGHGGQC |  | VTWLQTLPQG |  | RQLLSQGRDL |  | KLCLWDLAEG |
| RSAVVDSVCL |  | ESVGFCRSSI |  | LAGGQPRWTL |  | AVPGRGSDEV |  | QILEMPSKTS |
| VCALKPKADA |  | KLGMPMCLRL |  | WQADCSSRPL |  | LLAGYEDGSV |  | VLWDVSEQKV |
| CSRIACHEEP |  | VMDLDFDSQK |  | ARGISGSAGK |  | ALAVWSLDWQ |  | QALQVRGTHE |
| LTNPGIAEVT |  | IRPDRKILAT |  | AGWDHRIRVF |  | HWRTMQPLAV |  | LAFHSAAVQC |
| VAFTADGLLA |  | AGSKDQRISL |  | WSLYPRA    |  |            |  |            |

A: Аланін

C: Цистеїн

D: Аспарагінова кислота

E: Глутамінова кислота

F: Фенілаланін

G: Гліцин

H: Гістидин

I: Ізолейцин

K: Лізин

L: Лейцин

M: Метіонін

N: Аспарагін

P: Пролін

Q: Глутамін

R: Аргінін

S: Серин

T: Треонін

V: Валін

W: Триптофан

Задіяний у такому біологічному процесі, як альтернативний сплайсинг.